# ГЕС Greers Ferry
ГЕС Greers Ferry — гідроелектростанція у штаті Арканзас (Сполучені Штати Америки). Використовує ресурс із Літтл-Ред-Рівер, правої притоки Уайт-Рівер, яка в свою чергу є правою притокою Міссісіпі (басейн Мексиканської затоки).
У межах проекту річку перекрили бетонною греблею висотою 74 метри та довжиною 1372 метри, яка потребувала 654 тис. м3 матеріалу. Вона утримує водосховище з площею поверхні 127,3 км2 та об'ємом 3,5 млрд м3, в якому припустиме коливання рівня у операційному режимі між позначками 133 та 141 метр НРМ (у випадку повені — до 148 метрів НРМ).
Пригреблевий машинний зал обладнаний двома турбінами типу Френсіс потужністю по 49,4 МВт, які працюють при напорі від 48 до 65 метрів (номінальний напір 54 метри).